# Jacques de Campredon
Pour les articles homonymes, voir Campredon.
Ne doit pas être confondu avec Jacques David Martin de Campredon.
Jacques de Campredon (1672-1748) est un diplomate français, secrétaire à Copenhague, ministre plénipotentiaire, à Saint-Pétersbourg, puis à Gênes.

## Biographie
Jacques de Campredon, seigneur de Passavant, Lironcourt et Vaugecourt est né à Anduze, le 23 octobre 1672. Baptisé dans la religion calviniste, il se convertit au catholicisme.
Il commence sa carrière diplomatique à Copenhague en 1693 comme secrétaire de François d'Usson de Bonrepaus. 
De 1700-1717, il s'occupe des affaires suédoises et vit à Stockholm. 
Le 6 janvier 1721, il est nommé à Saint-Pétersbourg comme ministre plénipotentiaire auprès du tsar Pierre Ier et devient ainsi le premier ambassadeur français en Russie. Arrivé en février 1721, il entreprend une politique de rapprochement avec la France dans le contexte de la grande guerre du Nord, expérience qu'il raconte dans son Mémoire sur les négociations dans le Nord et sur ce qui s'est passé de plus important et de plus secret pendant le cours de la guerre de vingt années dont cette partie de l'Europe a été agitée de 1679 à 1719.
Le 31 mai 1726, il quitte la Russie pour assumer les fonctions d'envoyé extraordinaire du roi de France auprès de la république de Gênes. Sa mission diplomatique s'inscrit sous le ministère du cardinal de Fleury dans le contexte de la révolution corse au cours de laquelle il lui sera demandé d'entreprendre des démarches secrètes pour l'acquisition de l'île par la France en 1735, puis d'y renoncer en 1737. Très critique envers l'oligarchie génoise, il envoie à Versailles une Relation de l'État de Gênes, dans laquelle il décrit avec ironie les travers et faiblesses des principaux dirigeants génois et se moque notamment de la mode des Sigisbées.
En 1739, quitte Gênes, et « aspirant au repos » abandonne sa carrière de diplomate.
Il décède en 1749.

### Publications
- Mémoire sur les négociations dans le Nord et sur ce qui s’est passé de plus important et de plus secret pendant le cours de la guerre de vingt années dont cette partie de l’Europe a été agitée de 1679 à 1719, Paris, Didier, 1864.